# Maltas damlandslag i fotboll
Maltas damlandslag i fotboll representerar Malta i fotboll på damsidan. Landslaget spelade sin första match den 10 augusti 2003 borta mot Rumänien. De har aldrig kvalat in till VM, OS eller EM-slutspelet.